# Bundesvereinigung Stottern & Selbsthilfe
Die Bundesvereinigung Stottern & Selbsthilfe e. V. (kurz: BVSS) ist als gemeinnütziger Verein die Interessenvertretung stotternder Menschen in Deutschland und – nach eigenen Angaben – einzige deutsche Organisation, die umfassend und unabhängig rund um das Thema Stottern informiert und berät.

## Geschichte und Struktur
Die BVSS wurde 1979 in Oberthal gegründet. Sie entstand als bundesweiter Zusammenschluss der Selbsthilfe stotternd sprechender Menschen mit den satzungsgemäßen Zielen „dem Entstehen von Stottern entgegenzuwirken“ und „die Lebenssituation stotternder Menschen zu verbessern“.
Organisiert als jeweils eigenständige Vereine bestehen sieben Landesverbände, die ergänzend zur Bundesvereinigung für die Unterstützung von rund 100 Selbsthilfegruppen zuständig sind:
- Landesverband Stottern & Selbsthilfe NRW e. V.
- Landesverband Stottern & Selbsthilfe Baden-Württemberg e. V.
- Landesverband Hessen der Stotterer-Selbsthilfe e. V. Hessen
- Landesverband Stottern & Selbsthilfe Bayern e. V.
- Landesverband Stottern & Selbsthilfe Nord e. V.
- Stottern & Selbsthilfe Landesverband Ost e. V.
- Landesverband Stottern & Selbsthilfe Rheinland-Pfalz/Saarland e. V.

Die Landesverbände sind ehrenamtliche Organisatoren des jährlich stattfindenden Kongresses Stottern & Selbsthilfe der BVSS. in einer Stadt innerhalb ihres jeweiligen Einzugsgebietes. Darüber hinaus bieten sie diverse Seminare zur Selbsthilfe und Entwicklung stotternd sprechender Menschen an.
Im Rahmen eines vom Bundesministerium für Gesundheit von 2011 bis 2015 geförderten Projekts sind die sogenannten Flow-Sprechgruppen entstanden, um junge Stotternde zur Selbsthilfearbeit zu motivieren. Flow-Gruppen gibt es neben den konventionellen, altersunabhängigen Selbsthilfegruppen der BVSS mittlerweile in rund 25 Städten in Deutschland.

## Aufgaben
Nach eigener Beschreibung hat der Verein folgende Aufgaben:
Die Ermöglichung von Selbsthilfe und Seminaren durch die Förderung und Gründung sowie die Organisation von Selbsthilfegruppen stotternder Menschen und die Veranstaltung von Seminaren für Betroffene und Angehörige.
Information und Aufklärung soll durch Beratung unmittelbar und mittelbar von Stottern betroffenen Menschen sowie durch Materialien zur Erstinformation, Öffentlichkeitsarbeit und Kampagnen, Literatur, Ratgeber, Kinderbücher und Filme ermöglicht werden.
Als Aufgabe sieht der Verein zudem den Abbau von Diskriminierung gegenüber stotternden Menschen. Für Klarheit über relevante Rechtsgrundlagen wie den Anspruch auf Nachteilsausgleich und dessen Anwendung für stotternde Schulkinder setzt sich der Verein ebenfalls ein.
Ein großes Aufgabengebiet der Informations- und Beratungsstelle (Geschäftsstelle) des Vereins ist schlussendlich die Beratung von stotternden Jugendlichen und Erwachsenen, Eltern stotternder Kinder sowie anderer Bezugspersonen stotterder Menschen, wie Lehrkräfte oder Arbeitgebende sowie die Aufklärung über Therapiemethoden und -möglichkeiten.

## Projekte
Die BVSS initiiert und erarbeitet spezielle Fragestellungen zur Redeflussstörung Stottern in Form von Projekten:
- Neugründungen: Mit einem Projekt zur gezielten Neugründung von Selbsthilfegruppen möchte die BVSS „blinde Flecken“ auf der Landkarte schließen und zukünftig mehr Betroffenen die Beteiligung an der aktiven Selbsthilfe ermöglichen.

- Qualifizierung: Für die Unterstützung beim Aufbau und fortlaufenden Erhalt der Stotterer-Selbsthilfegruppen hat die Bundesvereinigung in den einzelnen Landesverbänden und Regionen ehrenamtlich tätige Beauftragte berufen. Damit die BVSS diese bedarfsgerecht unterstützen kann, bietet sie regelmäßig Fortbildungsveranstaltungen für die Selbsthilfebeauftragten an.

- Rechte stotternder Menschen: Im Jahr 2008 wurde von der BVSS die Erstellung einer von der Gemeinschaftsförderung der Krankenkassen geförderten Analyse in die Wege geleitet, welche Klarheit über die für die Behinderung Stottern relevanten Gesetze, Verordnungen und Entscheidungen auf Bundes- und Länderebene schaffen soll. Hierbei liegt der Fokus dieser Untersuchung auf den Ländern Bayern, Hessen, Nordrhein-Westfalen und Saarland sowie die rechtliche Situation im Bereich Stottern und Schule sowie Stottern und Berufsfindung.

## Publikationen
- Mitgliedermagazin: Der Kieselstein (erscheint vierteljährlich)[12]
- Des Weiteren veröffentlicht der eigene Fachverlag Demosthenes-Verlag Bücher und Videos ausschließlich zum Thema Stottern.